# Хедвиг Курц-Малер
Хедвиг Курц-Малер (Небра, 18. фебруар 1867 − Тегернзе, 26. новембар 1950) била је немачка књижевница. Читалачкој публици на просторима бивше СФРЈ била је позната по популарним љубавним романима.

## Биографија
Хедвиг Курц-Малер, рођена је као Ернестина Малер у немачком граду Небра, 1867. године. Била је ванбрачно дете. Отац јој је умро 1866. године, пре њеног рођења. Њен очух није је желео, па ју је мајка дала на усвојење. Одрасла је у породици брачног пара Биркнер у Вајсенфелсу. Прву приповетку написала је у шеснаестој години живота. Била је удата за Фрица Курца (1888 — 1936), са којим има двоје деце. До 1932. године живела је у Берлину, а затим се преселила у своју кућу у граду  Тегернзе, у Баварској, где је живела до смрти.

## Књижевни рад
Свој дебитантски роман Светло и сенка објавила је 1904. године. Од тада, па све до смрти, Хедвиг Курц-Малер је, током богате књижевне каријере, написала 208 романа и новела. Својом прозом показала је способност креирања атмосфере и смисао за лако, неусиљено приповедање. Компактну и хомогену прозу њених романа карактеришу готово идентични мотиви — љубав у неповољним животним околностима. Процењује се да је до њене смрти 1950. године продато око 80 милиона примерака њених дела.
Посматрано из данашње перспективе, ставови о мушко-женским односима које износи у својим романима изузетно су конзервативни. Међутим, и после више од пола века од њене смрти, проза ове немачке књижевницејош увек привлачи читалачку публику, пре свега у кругу женских читалаца. Њене књиге преведене су на више језика и доживеле су неколико издања.
Према њеним романима и новелама снимљено је неколико филмова, од којих први, Дивља Урсула још давне 1917. године.